# Détention et rapatriement
Détention et Rapatriement (chinois : 收容遣送 ; Hanyu pinyin : shōuróng qiǎnsòng) était le nom d'une procédure administrative en Chine, établie en 1982 et officiellement terminée en 2003. Elle permettait à la police de détenir des personnes si elles n'étaient dotées ni de permis de résidence (hukou), ni de permis de résidence provisoire (zanzhuzheng), puis de les rapatrier vers les lieux où elles avaient légalement le droit d'habiter et de vivre. En général, la procédure était utilisée contre l'exode rural, en rapatriant des gens des villes vers les campagnes. Il fallait parfois, en outre, détenir une carte nationale d'identité valide pour éviter d'être détenu. Si le programme a été clos en 2003 par le président Wen Jiabao, l'existence de centres de détention secrets, utilisés pour enfermer les pétitionnaires, a été affirmée par des sites Internet.

## Contexte
Le système chinois était similaire à d'autres systèmes de gestion des flux migratoires en vigueur dans d'autres États, dont les États-Unis. Dans les deux cas les détentions étaient en général extra-judiciaires, puisque, même si la police intervenait parfois sous l'autorité de la loi, il était difficile voire impossible pour le détenu de contester sa détention en appel.
On estimait à environ 800 le nombre de centres de détention en Chine en 2000 — sans inclure Pékin —, et que plusieurs millions de personnes y avaient transité. Outre les travailleurs migrants, les camps chinois emprisonnaient des vagabonds, des mendiants, des pétitionnaires, des criminels. La police (Bureau de sécurité publique) gagnait de l'argent à l'aide de ce trafic [Comment ?] [réf. souhaitée], et obtenait parfois des travailleurs du travail gratuit [Comment ?] [réf. souhaitée]. Les détentions étaient souvent longues 
.

## Histoire
L'établissement des procédures de détention et de rapatriement, en 1982, avait comme objectif officiel l'amélioration des urbains misérables (mendiants ou sans-abri). Elle prenait cadre dans la politique du hukou, établi par une directive du Parti communiste chinois de 1961 [réf. souhaitée], qui mettait aussi en place des permis de travail afin de prévenir les mouvements de population non contrôlés. Mais alors que le ministère des affaires civiles était censé être responsable du programme, c'est le Bureau de la sécurité publique (la police, qui dépend du ministère de la sécurité publique) qui s'en occupait.

## Affaire Sun Zhigang
Le programme a été officiellement clos après l'affaire Sun Zhigang, du nom d'un citoyen chinois de 27 ans, diplômé de l'université de Wuhan, mort le 20 mars 2003 dans la clinique médicale d'un centre de détention du sud de la Chine. L'affaire avait alors fait les gros titres de la presse nationale. D'autres décès non publicisés avaient eu lieu auparavant. Zhigang, qui travaillait à Canton, avait oublié son permis de résidence (hukou) chez sa famille, à Hubei.
La clinique médicale affirma alors que son décès avait été causé par une crise cardiaque, mais une autopsie officielle révéla plus tard qu'il avait été sujet à des coups répétés trois jours avant sa mort,.
Deux groupes de juristes chinois ont alors écrit à l'Assemblée nationale populaire, arguant de l'inconstitutionnalité des centres de détention, qui avaient été mis en place par le Conseil d'État de la République populaire de Chine et non par une loi du Congrès. Ils affirmaient ainsi que le programme Détention & Rapatriement contredisait les droits citoyens garantis par la législation chinoise, et qu'il violait la Loi administrative de châtiment de 1996, qui affirme que « les peines administratives restreignant la liberté personnelle ne peuvent être autorisées que par des lois votées par le Congrès ». Comme dans beaucoup d'autres États, la Chine ne prévoit pas de contrôle de constitutionnalité des lois. Dès lors, c'est la législature ou l'administration, et non des juges, qui doivent modifier des lois décrétées anticonstitutionnelles. Quelques réformistes ont essayé d'utiliser des tribunaux (xianfa sifahua) et la bureaucratie pour expérimenter les contrôles de constitutionnalité. ,
Plusieurs témoignages (dont un rapport officiel) soulignait aussi que les conditions de détention étaient pires que celles des prisons ou même des camps de rééducation.
Le Premier ministre Wen Jiabao annonça le 20 juin 2003 l'abrogation du programme Détention & Rapatriement, et que les centres de détention seraient remplacés par des simples mesures pour assister les vagabonds et les mendiants dépourvus de moyens de subsistance dans les villes.

### Liberté de la presse
Chen Yizhong, rédacteur en chef du Nanfang Dushi, et trois autres rédacteurs en chef, ont été accusés de corruption en relation avec leur reportage sur l'affaire Sun. Des avocats de défense des droits de l'homme ont affirmé qu'il s'agissait de revanches locales contre les journalistes. Yizhong a été rapidement libéré de prison, ainsi qu'un autre rédacteur en chef, les deux autres ayant des sentences réduites.

### Condamnations
D'autres hommes ont été condamnés à la prison (pour une durée variant de six mois à la perpétuité) ; six fonctionnaires ont écopé de deux à trois ans de prison, et, plus tard, une infirmière en chef a été condamnée à deux ans de prison.
Sun Liusong, le père de la victime, a reçu l'équivalent de 53 000 dollars du gouvernement.